# Площадь Савёловского Вокзала
Площадь Савёловского Вокза́ла — площадь на севере Москвы в Бутырском районе (СВАО), между Бутырской улицей и железнодорожным вокзалом. На площади находится Савёловский вокзал и станция метро «Савёловская».

## История

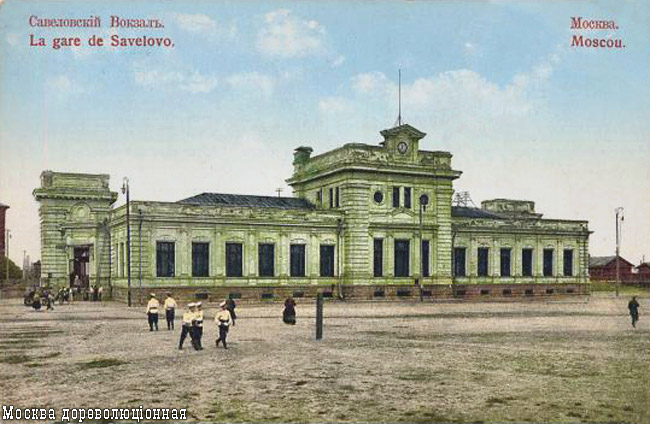
Савёловский вокзал в начале XX века

Площадь названа в 1984 году по Савёловскому вокзалу, ранее — площадь Бутырская застава, по расположению в Бутырской слободе.

## Описание
Площадь Савёловского Вокзала расположена на севере от Савёловской эстакады Третьего транспортного кольца направо от Бутырской улицы. С востока ограничена железнодорожными путями Алексеевской соединительной линии с находящейся рядом платформой Савёловская. На площадь есть съезд с улиц Нижняя Масловка (по нижнему уровню эстакады), Сущёвский Вал (по среднему уровню) и Бутырской. На площадь выходит станция метро «Савёловская». На площади организовано круговое движение и автобусные платформы.

## Основные архитектурные объекты
- Савёловский вокзал
- Савёловская эстакада